# Fürth
Fürth grad je u njemačkoj saveznoj pokrajini Bavarskoj. Sedmi grad po veličini u Bavarskoj nalazi se u blizini rijeka Rednitz i Pegnitz.

## Geografija
Povijesno središte grada nalazi se na istoku i jugu od rijeka Rednitz i Pegnitz, koje se spajaju u Regnitz na sjeverozapadu Starog grada. Zapadno od grada, na krajnjoj strani kanala Rajna – Majna – Dunav, nalazi se općinska šuma Fürth (Fürther Stadtwald). Istočno od Fürtha, na približno istoj geografskoj širini, smjestio se Nürnberg, a na sjeveru je plodno područje za vrtlarstvo poznato kao Knoblauchsland (zemlja češnjaka), od kojih je dio unutar granica gradske četvrti Fürth. Južno od grada nalazi se područje koje se sastoji od širokih cesta, kanala i livada.

### Susjedne općine
Sljedeći gradovi i općine dijele granice s Fürthom; navedeni su u smjeru kazaljke na satu, počevši od sjevera:
Erlangen i Nürnberg, koji su neovisni urbani okruzi; Stein, Oberasbach, Zirndorf, Cadolzburg, Seukendorf, Veitsbronn i Obermichelbach, koje su općine u ruralnom okrugu (Landkreis) Fürth.

### Dijelovi grada
Osim samog grada, urbana četvrt obuhvaća još 20 mjesta:
- Atzenhof
- Bislohe
- Braunsbach
- Burgfarrnbach
- Dambach
- Flexdorf
- Herboldshof
- Kronach
- Mannhof
- Oberfürberg
- Poppenreuth
- Ritzmannshof
- Ronhof
- Sack
- Stadeln
- Steinach
- Unterfarrnbach
- Unterfürberg
- Vach
- Weikershof

## Stanovništvo
Kretanje broja stanovnika
| Godina | Stanovnika |
| ------ | ---------- |
| 1604.  | 1.600      |
| 1648.  | 800        |
| 1700.  | 6.000      |
| 1795.  | 12.000     |
| 1809.  | 12.438     |
| 1818.  | 12.700     |
| 1830.  | 13.900     |
| 1840.  | 15.100     |
| 1852.  | 16.700     |
| 1855.  | 17.341     |
| 1858.  | 18.241     |
| 1861.  | 19.100     |
| 1864.  | 21.100     |
| 1867.  | 22.500     |
| 1871.  | 24.580     |

| Godina | Stanovnika |
| ------ | ---------- |
| 1875.  | 27.360     |
| 1880.  | 31.063     |
| 1885.  | 35.455     |
| 1890.  | 43.206     |
| 1895.  | 46.726     |
| 1900.  | 54.144     |
| 1905.  | 60.635     |
| 1910.  | 66.553     |
| 1916.  | 56.967     |
| 1917.  | 57.282     |
| 1919.  | 68.162     |
| 1925.  | 73.693     |
| 1933.  | 77.135     |
| 1939.  | 82.315     |
| 1945.  | 86.515     |

| Godina | Stanovnika |
| ------ | ---------- |
| 1946.  | 95.369     |
| 1950.  | 99.890     |
| 1956.  | 98.643     |
| 1961.  | 98.332     |
| 1965.  | 96.125     |
| 1970.  | 94.774     |
| 1975.  | 101.639    |
| 1980.  | 99.088     |
| 1985.  | 97.331     |
| 1987.  | 97.480     |
| 1990.  | 103.362    |
| 1995.  | 108.418    |
| 2000.  | 110.477    |
| 2005.  | 113.459    |
| 2006.  | 113.767    |
| 2007.  | 114.130    |
| 2008.  | 113.661    |

## Gradovi prijatelji
- Paisley, Škotska
- Limoges, Francuska
- Marmaris, Turska
- Xylokastro, Grčka

## Poznate osobe
- Sandra Bullock, glumica živjela u Fürthu
- Ludwig Erhard, njemački političar i kancelar Zapadne Njemačke
- Henry Kissinger, američki diplomat i političar njemačkog porijekla.

## Šport
- SpVgg Greuther Fürth, njemački nogometni klub

## Vanjske poveznice
- Službena stranica

### Ostali projekti
|  | Zajednički poslužitelj ima još gradiva o temi Fürth |